# آنا ليزي فيليبس
آنا ليزي فيليبس (بالإنجليزية: Anna Lise Phillips)‏ هي ممثلة أسترالية، ولدت في 1901 في أستراليا.

## أعمال

### أفلام
- (2010) مملكة الحيوان
- (2015) القطيع

## وصلات خارجية
- آنا ليزي فيليبس على موقع IMDb (الإنجليزية)
- آنا ليزي فيليبس على موقع قاعدة بيانات الفيلم (الإنجليزية)